# Archilaphria
Archilaphria is een vliegengeslacht uit de familie van de roofvliegen (Asilidae).

## Soorten
- A. ava Enderlein, 1914
- A. jianfenglingensis Jiang, 1992